# Honda 100 CRF
La 100 CRF est une moto tout-terrain de marque Honda. Elle est équipée d'un moteur robuste 4 temps de 100 cm³ permettant d'atteindre environ 105 km/h. Elle est munie de freins à tambour à l'avant et à l'arrière. Elle possède un boîte à cinq vitesses avec embrayage manuel.